# John Wesley Davis
Pour les articles homonymes, voir John Davis.
John Wesley Davis (16 avril 1799 – 22 août 1859) est un médecin et homme politique américain. Membre du Parti démocrate, il servit en tant que représentant de l'Indiana au Congrès des États-Unis à plusieurs reprises et fut président de la Chambre des représentants des États-Unis de 1845 à 1847. Il fut également gouverneur du territoire de l'Oregon de 1853 à 1854.

## Biographie
John Wesley Davis est né le 16 avril 1799 à New Holland en Pennsylvanie. Diplômé du Baltimore Medical College en 1821, il déménage en 1823 à Carlisle dans l'Indiana pour y pratiquer la médecine.
Membre de la Chambre des représentants de l'Indiana (en) de 1831 à 1833, il sert ensuite au Congrès des États-Unis en tant que représentant de l'Indiana de 1835 à 1837, puis de 1839 à 1841. Candidat malheureux à sa réélection en 1840, il sert de nouveau à la Chambre des représentants de l'Indiana de 1841 à 1843 avant d'être réélu au Congrès de 1843 à 1847 et occupe le poste de président de la Chambre. Il est ensuite nommé ambassadeur des États-Unis en Chine par le président James K. Polk de 1848 à 1851. De nouveau membre de la Chambre des représentants de l'Indiana en 1851, 1852 et 1857, il est finalement nommé gouverneur du territoire de l'Oregon par le président Franklin Pierce de 1853 à 1854.
Il meurt à Carlisle le 22 août 1859.